# Klatovec
Klatovec (deutsch Klatowetz) ist eine Gemeinde in Tschechien. Sie liegt 22 Kilometer nordöstlich von Jindřichův Hradec und gehört zum Okres Jihlava.

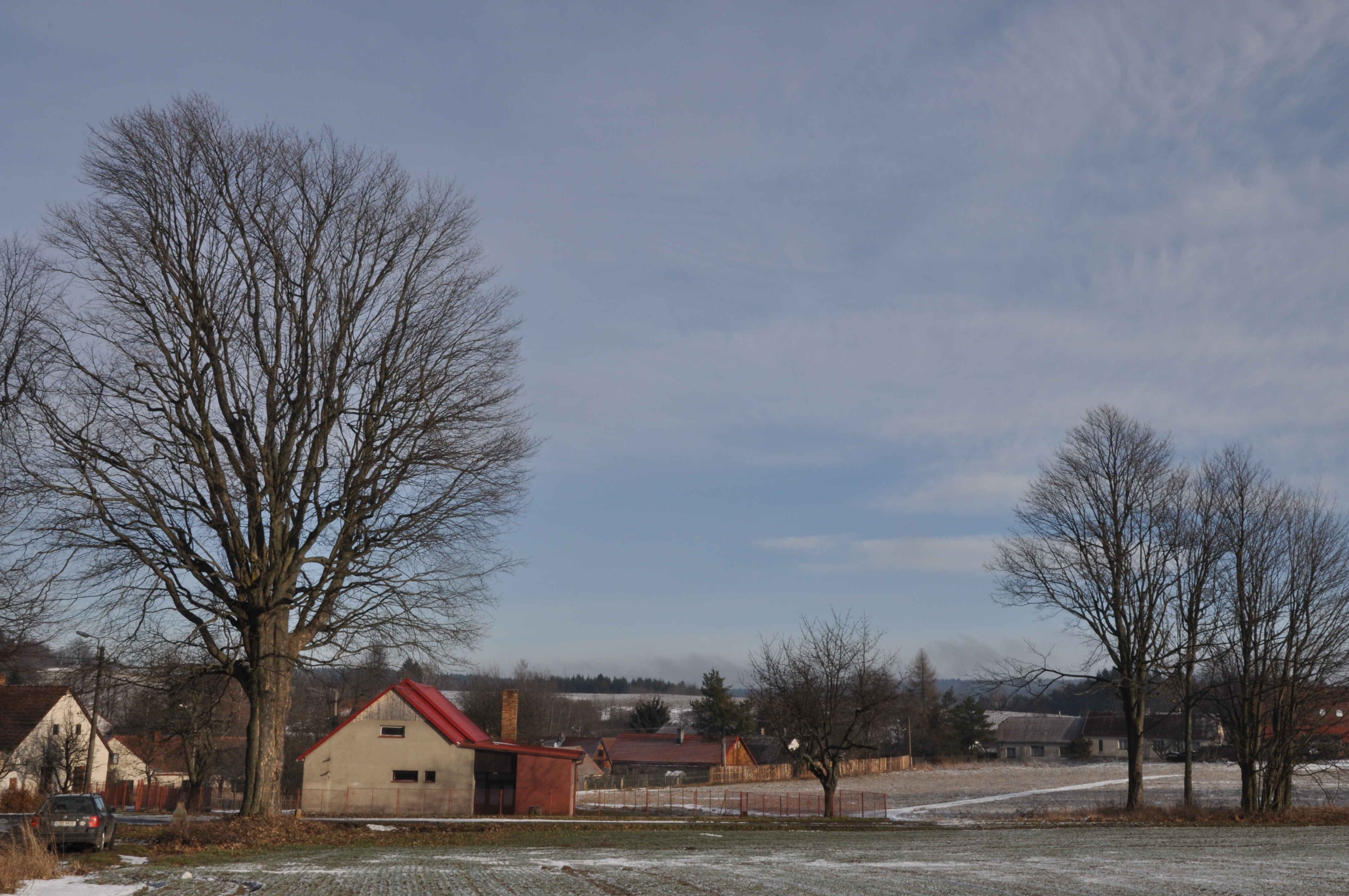
Klatovec (2012)

## Geographie
Klatovec befindet sich nordwestlich der Javořická vrchovina, des höchsten Teil der Böhmisch-Mährischen Höhe. Der Ort liegt am westlichen Fuße des Javořice (837 m) auf einer Anhöhe zwischen den Tälern des Hamerský potok und Studenský potok. Nordöstlich erheben sich der Stříbrný vrch (759 m) und der Velký skalní vrch (785 m).
Nachbarorte sind Kaliště im Norden, Světlá im Südosten, Horní Pole im Süden, Domašín und Perka im Südwesten, Panské Dubenky im Westen sowie Býkovec im Nordwesten.

## Geschichte
Die erste urkundliche Erwähnung des Ortes stammt aus dem Jahre 1386.
Katholisch ist der Ort nach Panské Dubenky gepfarrt.
In den Wintermonaten ist das Gebiet um den Javořice ein beliebtes Terrain für Skilangläufer.

## Gemeindegliederung
Für die Gemeinde Klatovec sind keine Ortsteile ausgewiesen. Zu Klatovec gehört die Einschicht Planiště.

## Sehenswürdigkeiten
- Javořice, höchster Berg der Böhmisch-Mährischen Höhe, mit 160 m hohem Fernseh- und Rundfunksendeturm
- Míchova skála, zwei Felstürme von 13 m Höhe, nordöstlich des Javořice
- Habermannschmiede (Habermannova kovárna) in Planiště, Kunstschmiede, im Wald, einen Kilometer östlich des Dorfes
- Teich Zhejral östlich von Klatovec, Naturreservat